# 馬卡羅尼西亞

馬卡羅尼西亞諸島。左上是亞速爾群島（葡萄牙）、中央附近是馬德拉諸島（葡萄牙）和加那利群島（西班牙）、下方是佛得角群島

馬卡羅尼西亞（Macaronesia）指的是歐洲及北非附近大西洋中的數組群島。這些群島分屬西班牙、葡萄牙和佛得角等三個國家。馬卡羅尼西亞這一名稱來自希臘語μακάρων νῆσοι (makárōn nêsoi)，意思是「幸福之島」，古希臘的地理學家曾用這一詞語指代直布羅陀海峡以西的群島。
馬卡羅尼西亞大致上可分為四組群島，自北向南是：
歐洲
- 亞速爾群島 （葡萄牙）

非洲
- 馬德拉群島（葡萄牙），包括萨维奇群岛
- 加那利群島（西班牙）
- 維德角群島（向風群島及背風群島）（維德角）

馬卡羅尼西亞的島嶼在過去都是火山，被認為是地質學熱點的產物。

## 氣候及自然
葡萄牙的亞速爾群島和馬德拉群島氣候較為冷涼，屬於地中海氣候，其降水量比加那利群島和維德角多。加那利群島和維德角的島嶼屬亞熱帶及乾燥氣候。
這些島嶼生物相獨特，生息著諸多特有種動物和植物。馬卡羅尼西亞均從未和大陸相連，島上的生物均是跨海而來。
島上還有樟科的珍稀植物，這些植物在冰河期之前就開始在島上生存了。
然而隨著人類帶來的許多外來生物的入侵，島上許多特有生物如今都已滅絕。
24°15′24″N 22°28′16″W / 24.25667°N 22.47111°W